# NGC 4250
NGC 4250 је спирална галаксија у сазвежђу Змај која се налази на NGC листи објеката дубоког неба.
Деклинација објекта је + 70° 48' 10" а ректасцензија 12h 17m 25,9s. Привидна величина (магнитуда) објекта NGC 4250 износи 11,9 а фотографска магнитуда 12,8. NGC 4250 је још познат и под ознакама UGC 7329, MCG 12-12-5, CGCG 335-9, 7ZW 447, IRAS 12150+7105, PGC 39414.